# Tamazight de l'Atlas blidéen
Pour les articles homonymes, voir Tamazight (homonymie) et Tachelhit (homonymie).
Le tamazight de l'Atlas blidéen (en berbère : Ṯacelḥiṯ n Waṭlas abliḏi, en tifinagh : ⵝⴰⵛⵍⵃⵉⵝ ⵏ ⵡⴰⵟⵍⴰⵙ ⴰⴱⵍⵉⴸⵉ), également appelé berbère de l'Atlas blidéen, tachelhit de l'Atlas blidéen, ou kabyle de l'Atlas blidéen, est la variante du berbère zénète parlée par les berbères de l'Atlas blidéen ou mitidjien, qui est la partie centrale de l'Atlas tellien.

## Aire géographique

Principales aires berbérophones du Nord-Est de l'Algérie, dont celle du tamazight de l'Atlas blidéen au niveau de l'angle supérieur gauche.

Idem, Nord-Ouest de l'Algérie, Blida est dans le coin supérieur droit.

L'aire géographique de cette variante de tamazight, s'étendait, avant la colonisation française, à partir des versants et piémonts nord et sud de l'Atlas blidéen ainsi que les extrémités nord de la plaine de la Mitidja englobant quatorze confédérations amazighes.

## Langue
Le tamazight de l'Atlas blidéen est une langue berbère à tendances plutôt zénète et qui se rapproche notamment du chenoui parlé à l'Ouest dans la région de la Dahra orientale, cependant certains traits, fortement présents dans les dialectes les plus orientaux, le rapprochent du berbère de Kabylie.
Par le passé, le tamazight de l'Atlas blidéen, semble avoir été une sorte de passerelle (continuum) entre le kabyle et le chenoui car le tamazight de l'Atlas blidéen occidental semble plus avoir été influencé par le chenoui que du tamazight de l'Atlas blidéen oriental.
La principale différence entre le tamazight de l'Atlas blidéen et le chenoui réside surtout dans la prononciation du [k] et du [c] (prononcé « ch ») ou du [g] et du [j]. Certains mots du chenoui prononcés avec [c] (« ch ») et [j] sont prononcés dans le tamazight de l'Atlas blidéen avec [k] et [g/ǧ] (tout comme en kabyle). Un exemple, la négation : 
- « Il ne marche pas » : Ur yeggur k, en tamazight de l'Atlas blidéen / Ur yeggur c, en chenoui.
- On dit aussi Ur yeggur ara à l'est de l'Atlas blidéen. Cela reste cependant très rare.

Il y a également certaines différences dans le lexique qui rapprochent le tamazight de l'Atlas blidéen plus du kabyle que du chenoui.
Exemples :
- «Égorger » : zlu en tamazight de l'Atlas blidéen et en kabyle / ɣres (prononcé « ghress »), en chenoui
- « Demain » : azekka en tamazight de l'Atlas blidéen et en kabyle / ayecca (prononcé : « ayechcha ») en chenoui

## Lexique
Le tamazight de l'Atlas blidéen possède des termes qu'on retrouve uniquement dans l'Atlas blidéen, des particularités et même des variantes en son sein d'une confédération à une autre.

### Mots propres au tamazight de l'Atlas blidéen
Exemple :
| Français | singulier (graphie latine) | pluriel (graphie latine) |
| -------- | -------------------------- | ------------------------ |
| Figue    | ṯurṯiţ                     | ṯurṯaṯin                 |
| Mouton   | aɛelluc                    | iɛellac                  |
| Dos      | imerẓi                     | imerẓawen                |

### Particularités
Le « ɣ » (prononcé : « gh ») final d'un verbe conjugué à la première personne du singulier a tendance à disparaître. Exemple :
- « Je désire » : xsa (khssa) à la place de xsaɣ (khssegh)

Utilisation immodéré du son « ț » (prononcé « ts »). Exemples :
- « Le lait des vaches » : akefay n țfunasin
- « L'eau de la fontaine, de la source » : aman n țala
- « La laine des brebis » : taḏuț n țullaṯin

L'annexion « w » (prononcé : « oua ») devient excessivement « bw » (prononcé : « boua »). Exemples :
- « une meule de paille » : annar bwalim
- « un sac de semoule » : ṯackarṯ bwaren
- «un jour de vent » : ass bwaḍu
- « une motte de terre » : aqliɛa bwaḵal
- « un arc-en-ciel » : ṯisliṯ bwenẓaṛ

### Variantes
Exemple des variantes du tamazight de l'Atlas blidéen :
- « Brebis » :   ṯulliț, en parler des Ayṯ Ṣaleḥ / ṯixsi, en parler des Ayṯ Miṣra.
- « Donne-moi (qqch) ! » : eḵf-iyi !, en parler des Ayṯ Mesɛud / uc-iyi !, en parler Ayṯ Ṣaleḥ.
- Donne-moi se dit aussi awi-dd chez les Ayt Ǧaɛd et les Iɛerriben. Cela dit, ces derniers sont en majorité arabophones.

## Aujourd'hui
Le tamazight de l'Atlas blidéen est toujours parlé et préservé chez les descendants des confédérations tribales de l'Atlas blidéen comme les Aït Saleh, établies sur les hauteurs de Blida, les Aït Missera, établies dans la région de Hammam Melouane et chez les Aït Messaoud, établies dans l'extrême-nord de la wilaya de Médéa.
Selon des témoignages de la population locale, la régression du dialecte a commencé pendant la révolution algérienne, lorsque l'armée française avait déplacé les habitants vers les "villages de regroupement" (" camps de concentration") s'est poursuivi pendant la décennie noire, à la suite de l'exode des populations. Le brassage avec la population arabophone a, également, contribué à l'abandon de l'utilisation du dialecte.